# St. Konrad (Oberösterreich)
St. Konrad (der Ort auch Sankt Konrad) ist eine Gemeinde in Oberösterreich im Bezirk Gmunden im Traunviertel mit 1179 Einwohnern (Stand 1. Jänner 2024).

## Geografie
Die Gemeinde St. Konrad befindet sich östlich von Gmunden zwischen dem Traunsee und dem Almtal am Oberlauf der Laudach auf rund 580 m ü. A. Höhe.
Die Ausdehnung beträgt von Nord nach Süd 5,6 km, von West nach Ost 6,5 km. Die Gesamtfläche beträgt 19,27 Quadratkilometer. 61 Prozent der Fläche sind bewaldet, 32 Prozent werden landwirtschaftlich genutzt.

### Gemeindegliederung
Das Gemeindegebiet umfasst folgende drei Ortschaften (in Klammern Einwohnerzahl Stand 1. Jänner 2024):
- Edt (443)
- Sankt Konrad (634)
- Steg (102)

Die Gemeinde besteht aus den Katastralgemeinden Edt, Mühldorf II und St. Konrad.
Die Gemeinde liegt im Gerichtsbezirk Gmunden.

### Nachbargemeinden
Gegen das Alpenvorland hin grenzt St. Konrad an Kirchham, zum Almtal an Scharnstein, im Süden bilden Katzenstein und Laudachsee die Grenze zu Gmunden, im Westen bildet die Laudach die Grenzen zu Gmunden und Gschwandt bei Gmunden.
| Gschwandt | Kirchham                                    |             |
|           | Kompassrose, die auf Nachbargemeinden zeigt | Scharnstein |
| Gmunden   |                                             | St. Konrad  |

## Geschichte
Ursprünglich im Ostteil des Herzogtums Bayern liegend, gehörte der Ort seit dem 12. Jahrhundert zum Herzogtum Österreich. Seit 1490 wird er dem Fürstentum Österreich ob der Enns zugerechnet. Während der Napoleonischen Kriege war der Ort mehrfach besetzt. Seit 1918 gehört der Ort zum Bundesland Oberösterreich. Nach dem Anschluss Österreichs an das Deutsche Reich am 13. März 1938 gehörte der Ort zum „Gau Oberdonau“. Nach 1945 erfolgte die Wiederherstellung Oberösterreichs.

### Einwohnerentwicklung
1991 hatte die Gemeinde laut Volkszählung 923 Einwohner, 2001 dann 1.030 Einwohner; diese Zahl stieg bis 2018 auf 1.115 Personen. Dieses Wachstum beruht auf einer leicht positiven Wanderungsbilanz und einer stark positiven Geburtenbilanz.
| St. Konrad: Einwohnerzahlen von 1869 bis 2024 | St. Konrad: Einwohnerzahlen von 1869 bis 2024 | St. Konrad: Einwohnerzahlen von 1869 bis 2024 | St. Konrad: Einwohnerzahlen von 1869 bis 2024 | St. Konrad: Einwohnerzahlen von 1869 bis 2024 |
| --------------------------------------------- | --------------------------------------------- | --------------------------------------------- | --------------------------------------------- | --------------------------------------------- |
| Jahr                                          |                                               |                                               |                                               | Einwohner                                     |
| 1869                                          | 1869                                          |                                               | 755                                           | 755                                           |
| 1880                                          | 1880                                          |                                               | 729                                           | 729                                           |
| 1890                                          | 1890                                          |                                               | 700                                           | 700                                           |
| 1900                                          | 1900                                          |                                               | 698                                           | 698                                           |
| 1910                                          | 1910                                          |                                               | 715                                           | 715                                           |
| 1923                                          | 1923                                          |                                               | 652                                           | 652                                           |
| 1934                                          | 1934                                          |                                               | 711                                           | 711                                           |
| 1939                                          | 1939                                          |                                               | 663                                           | 663                                           |
| 1951                                          | 1951                                          |                                               | 691                                           | 691                                           |
| 1961                                          | 1961                                          |                                               | 684                                           | 684                                           |
| 1971                                          | 1971                                          |                                               | 747                                           | 747                                           |
| 1981                                          | 1981                                          |                                               | 869                                           | 869                                           |
| 1991                                          | 1991                                          |                                               | 923                                           | 923                                           |
| 2001                                          | 2001                                          |                                               | 1.030                                         | 1.030                                         |
| 2011                                          | 2011                                          |                                               | 1.082                                         | 1.082                                         |
| 2021                                          | 2021                                          |                                               | 1.159                                         | 1.159                                         |
| 2024                                          | 2024                                          |                                               | 1.179                                         | 1.179                                         |
| Quelle(n): Statistik Austria                  |                                               |                                               |                                               |                                               |

## Hauptort der Gemeinde: Dorf Sankt Konrad
Der Hauptort der Gemeinde ist das Dorf Sankt Konrad. Es befindet sich etwa 30 Kilometer südlich von Wels, halbwegs zwischen Gmunden am Traunsee und Scharnstein im Almtal, im Zentrum der Gemeinde. Es liegt in der Talung des Kotbachs, der bei Kranichsteg von Osten der Laudach zufließt. Dieser West–Ost-streifende Talzug bildet den eigentlichen Kernraum der Gemeinde, über den die B 120 Scharnsteiner Straße die Verbindung Gmunden–Scharnstein herstellt.
Der Ort selbst umfasst etwa 40 Adressen und liegt teilweise in der Katastralgemeinde St. Konrad, teilweise aber im westlich angrenzenden Edt (etwa 10 Häuser). Mit diesem Ort ist Sankt Konrad weitgehend verwachsen.
Die Ortschaft Sankt Konrad umfasst um die 150 Gebäude mit über 550 Einwohnern.
Zum Ortschaftsgebiet taleinwärts gehören auch die Rotte Pühret und die Häuser Straß gegen Scharnstein hin, der Maurer am Berg südlich, die Rotte Häusern, das Gehöft Reith und die Rotte Hueb am Südhang des Tals, sowie die Rotte Dürrnberg und das Gehöft Hals, die Passhöhe zum Almtal hin.
Die Katastralgemeinde St. Konrad mit etwa 640 Hektar umfasst etwa das Ortschaftsgebiet, sowie nördlich und südlich angrenzende Flurstücke zwischen den Gemeindegrenzen an Oberriedel (806 m ü. A.) und Hochriedel (1043 m ü. A.).
Nachbarorte, -ortschaften und -katastralgemeinden
| Edt (O, KG)                            | Kogl (O. u. KG, Gem. Kirchham) Höritzberg   | Dorf * (O. u. KG, Gem. Scharnstein) Häusern |
|                                        | Kompassrose, die auf Nachbargemeinden zeigt | Straß Pühret                                |
| Brandstatt/Fischeredt Mühldorf II (KG) | Mühldorf I * (O. u. KG, Gem. Scharnstein)   |                                             |

* die KG Dorf zieht sich am Trambach noch in den Südosten von Sankt Konrad

## Kultur und Sehenswürdigkeiten

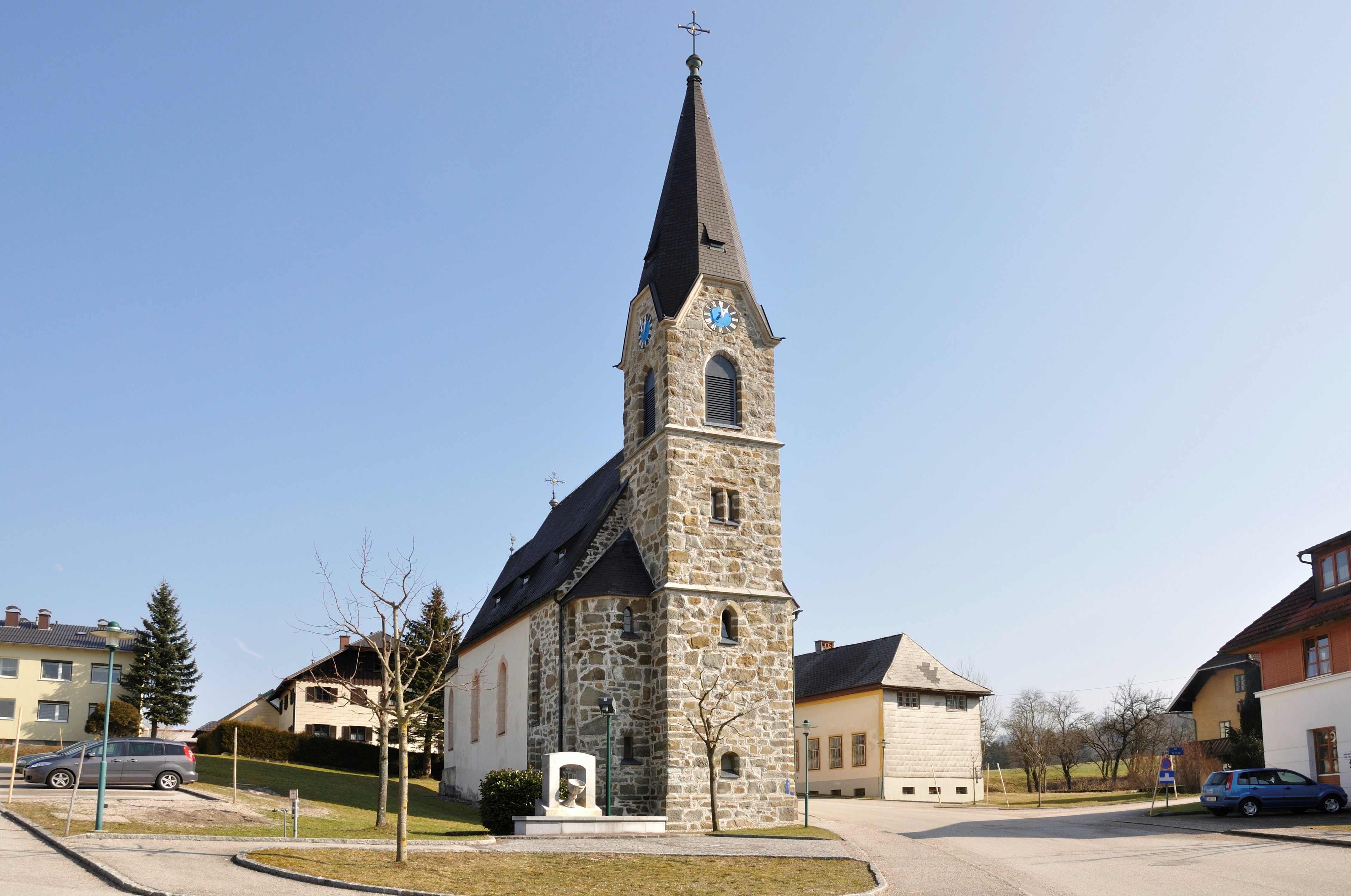
Pfarrkirche St. Konrad

- Katholische Pfarrkirche St. Konrad

## Wirtschaft und Infrastruktur
St. Konrad ist eine Landgemeinde mit bäuerlicher Struktur. Im Jahr 2010 wurden 1126 Hektar Land von 63 landwirtschaftlichen Betrieben bewirtschaftet, 21 davon waren Vollerwerbsbauern.
St. Konrad ist eine der elf Gemeinden, die sich 2017 zum Gemeindeverband INKOBA Salzkammergut Nord zusammengeschlossen haben Dessen Ziele sind die Entwicklung bedarfsgerechter Betriebsbauflächen und die Ansiedlung von Betrieben.
Von den 50 Arbeitsplätzen des Produktionssektors entfielen 42 auf den Bereich Herstellung von Waren. Im Dienstleistungssektor waren 108 Erwerbstätige beschäftigt, vor allem in den Bereichen Handel (37), Beherbergung und Gastronomie (24) und persönliche und soziale Dienstleistungen (20 Mitarbeiter).

### Verkehr
- Öffentlicher Verkehr: Der nächste Bahnhof ist vier Kilometer entfernt in Gschwandt-Rabesberg an der Lokalbahn Gmunden–Vorchdorf. Für Fernreisen ist der Bahnhof Vöcklabruck mit der Buslinie 120 erreichbar.[10]
- Straße: Die wichtigste Straßenverbindung ist die Scharnsteiner Straße B120.

## Politik

### Gemeinderat
Der Gemeinderat hat 13 Mitglieder.
- Mit den Gemeinderats- und Bürgermeisterwahlen in Oberösterreich 2009 hatte der Gemeinderat folgende Verteilung: 8 ÖVP, 4 SPÖ und 1 FPÖ.
- Mit den Gemeinderats- und Bürgermeisterwahlen in Oberösterreich 2015 hatte der Gemeinderat folgende Verteilung: 7 ÖVP, 4 SPÖ und 2 FPÖ.
- Mit den Gemeinderats- und Bürgermeisterwahlen in Oberösterreich 2021 hat der Gemeinderat folgende Verteilung: 8 ÖVP, 4 SPÖ und 1 FPÖ.[11][12]

### Bürgermeister
Bürgermeister seit 1949 waren:
- 1949–1955 Michael Hummer
- 1955–1973 Johann Pöll
- 1973–1991 Erhard Holzinger
- 1991–2007 Franz Steinhäusler (ÖVP)
- 2007–2018 Franz Kronberger (ÖVP)
- seit 2018 Herbert Schönberger (ÖVP)[14]

### Regionalpolitik
St. Konrad gehört zur Tourismusregion Almtal, die am 1. Jänner 2013 gegründet wurde.  Damit orientiert sich St. Konrad Richtung Osten, nicht Richtung Traunsee.

### Wappen
Blasonierung:
Nach rechts verschoben gespalten von Grün und Silber mit einer grünen, die Mitte des Spaltes berührenden, rechten Spitze.
Die Gemeindefarbe ist Gelb.
Das stilisierte „K“ im 1993 verliehenen Gemeindewappen steht als Anfangsbuchstabe sowohl für den Ortsnamen als auch für das Stift Kremsmünster, dem die Pfarre St. Konrad inkorporiert ist. Die grüne Farbe verweist auf den hohen Wald- und Wiesenanteil in der Gemeinde.